# Boerhaavehuis
Het Boerhaavehuis is een pastorie in de Nederlandse plaats Voorhout. De pastorie behoort bij de Kleine Kerk en is vernoemd naar de in de pastorie geboren wetenschapper Herman Boerhaave, zoon van predikant Jacobus Boerhaave. Het gebouw is een deels 17e-eeuwse kleine hofstede en sinds 1971 een rijksmonument. De predikantswoning is eigendom van de Protestantse Gemeente Voorhout. Naast huisvesting van de predikant doet het gebouw ook dienst als jeugdkerk en vergaderlocatie van de kerkelijke gemeente. De tuin is sinds 1994 ingericht in de stijl van de Hollandse Renaissance.